# Lennik
Lennik este o comună în provincia Brabantul Flamand, în Flandra, una dintre cele trei regiuni ale Belgiei. Comuna este formată din localitățile Gaasbeek, Sint-Kwintens-Lennik și Sint-Martens-Lennik. Suprafața totală este de 30,80 km². Comuna Lennik este situată în zona flamandă vorbitoare de limba neerlandeză a Belgiei. La 1 ianuarie 2008 comuna avea o populație totală de 8.747 locuitori. 

## Localități înfrățite
- Țările de Jos: Abcoude
- Italia: Arconate

1. ↑  GeoNames, accesat în 9 iulie 2017